# Cruria neptioides
Cruria neptioides är en fjärilsart som beskrevs av Butler 1875. Cruria neptioides ingår i släktet Cruria och familjen nattflyn. Inga underarter finns listade i Catalogue of Life.